# Kuch Khatti Kuch Meethi
Pour plus de détails, voir Fiche technique et Distribution.
Kuch Khatti Kuch Meethi  (कुछ खट्टी कुछ मीठी, littéralement « un peu d'aigre, un peu de doux ») est un film indien réalisé par Rahul Rawail, sorti en 2001

## Synopsis
Raj Khanna vivait dans sa maison splendide avec sa sœur divorcée Devyani et son fils Teddy, ainsi qu'avec sa femme Archana, enceinte de jumelles. Mais un jour, Archana a ramené sous le toit familial un ancien ami, Ranjit, et très rapidement, Devyani l'a accusée d'entretenir des relations trop proches avec l'invité et a insufflé le doute dans l'esprit de son frère Raj. Celui-ci a frappe sa femme au cours d'une violente dispute et Archana a alors quitté le domicile conjugal...Malheureusement, elle a eu un accident. Le docteur qui l'a soignée, complice et amant de Devyani (qui rêve en fait de mettre la main sur l'héritage) lui a alors fait croire qu'une seule des filles a survécu. Raj a aussi été victime du même stratagème et croit par conséquent qu'il n'a plus qu'une fille, qu'Archana lui a remis, Sweety. Les deux parents, séparés, ont donc chacun la charge d'une fille qu'ils croient être la seule survivante de l'accident...
22 ans plus tard, Raj a sombré dans l'alcool pour fuir son passé et ses nombreux problèmes. Il a fait croire à sa fille Sweety que sa mère est décédée dans l'accident et celle-ci lui reproche la mort de sa mère, son manque d'affection, son alcoolisme... Devyani, toujours mal intentionnée, tente vainement de planifier un mariage arrangé entre Sweety et des complices, qui se solderait par la mort « accidentelle » de Sweety, permettant ainsi à Devyani d'accéder à la place d'unique héritière. Mais Sweety a beaucoup de tempérament et refuse énergiquement cette union, n'hésitant pas à humilier ses futurs beaux-parents et à contrecarrer les projets de sa tante. Devyani la bat pour la punir, ce qui décide Sweety à quitter définitivement le toit familial... Elle doit se rendre à Londres entamer une carrière de jockey et flirte avec des mafieux qui lui proposent de participer à une course trafiquée.
De son côté, Archana est partie pour l'Angleterre avec celle qu'elle croit être son unique fille, Tina. Les deux femmes, très complices, tiennent ensemble une supérette avec l'aide de Ranjit, l'ami d'Archana à la base de la séparation d'avec son mari.
Mais la présence des deux jeunes femmes qui se ressemblent trait pour trait bien qu'elles aient des caractères très distincts va causer de nombreux quiproquos dans leur entourage, et mettre à jour bien des secrets de famille enfouis...

## Fiche technique
- Titre : Kuch Khatti Kuch Meethi
- Titre original : कुछ खट्टी कुछ मीठी
- Réalisation : Rahul Rawail
- Production : Rita Rawail et B. L. Saboo
- Musique : Anu Malik
- Paroles : Sameer
- Pays d'origine : Inde
- Langues : Hindî, Anglais
- Format : Couleurs
- Genre : Comédie dramatique et romance
- Durée : 120 minutes
- Date de sortie : 19 janvier 2001 (Inde)

## Distribution
- Kajol : Tina / Sweety Khanna
- Rishi Kapoor : Raj Khanna
- Rati Agnihotri : Archana Khanna
- Sunil Shetty : Samir
- Mita Vasisht : Devyani
- Pooja Batra : Savitri - apparition spéciale

## Musique
La bande originale du fil comporte 7 chansons dont la musique a été composée par Anu Malik et dont les paroles ont été écrites par Sameer.
| Titre                             | Interprète(s)              |
| --------------------------------- | -------------------------- |
| Ab Nahi To Kabhi                  | Sunidhi Chauhan, Anu Malik |
| Bandh Kamre Mein                  | Anuradha Shriram           |
| Khud Bhi Nachungi                 | Alka Yagnik                |
| Kuch Kuch Khatti Kuch Kuch Meethi | Alka Yagnik                |
| Neend Ud Rahi Hai                 | Alka Yagnik, Kumar Sanu    |
| Saamne Baith Kar                  | Alka Yagnik, Kumar Sanu    |
| Tumko Sirf Tumko                  | Kumar Sanu                 |